# خانه در فاتا مورگانا
خانه در فاتا مورگانا (انگلیسی: The House in Fata Morgana) یک بازی در سبک رمان بصری که تعریف کننده یک رمان ژاپنی می باشد. این بازی در سال ۲۰۱۲ برای مایکروسافت ویندوز، در سال ۲۰۱۶ برای پلی‌استیشن ویتا، در سال ۲۰۱۹ برای پلی‌استیشن ۴ و در سال ۲۰۲۱ برای نینتندو سوئیچ منتشر شد.